# ランドバーグ史枝
ランドバーグ史枝（ランドバーグ しえ）は、アメリカ合衆国の実業家。
元ネクスタグ株式会社カントリーマネージャー、ディレクター。 Google, Inc. ディレクター。

## 略歴
東京大学文学部社会学科卒業。ブーズ・アレン・アンド・ハミルトン社に戦略コンサルタントとして入社。1999年にフルブライト奨学生に採用され、2001年にノースウェスタン大学ケロッグビジネススクール修士（MBA)。メリルリンチ日本証券勤務を経て、国際結婚により2004年にシリコンバレーに移住。